# Offensive d'al-Tanaf
Guerre civile syrienne
Batailles
L'offensive d'al-Tanf a lieu lors de la guerre civile syrienne. Elle est lancée le 9 mai 2017 par les forces du régime syrien contre des groupes de l'Armée syrienne libre positionnés à al-Tanf (aussi orthographié al-Tanf), un poste situé à la frontière à l'Irak et près de la frontière avec la Jordanie. Malgré quelques gains initiaux, l'offensive est repoussée par l'intervention des forces aériennes américaines.

## Prélude

Offensive des rebelles dans le désert syrien en mars et avril 2017.
Territoire contrôlé par le régime syrien et ses alliés
Territoire contrôlé par l'État islamique
Territoire contrôlé par le régime irakien et ses alliés
Territoire contrôlé par les rebelles
Territoire contrôlé par la Jordanie

Lors de la seconde partie du mois de mars 2017, la Force du Martyr Ahmed al-Abdo, Jaych Ossoud al-Charkiya et quelques autres groupes de l'Armée syrienne libre lancent une campagne contre l'État islamique dans les régions désertiques du sud-est du gouvernorat de Rif Dimachq et du nord-est du gouvernorat de Soueïda, près de la frontière avec la Jordanie. Les rebelles attaquent depuis la ville la région d'al-Tanf et prennent aux djihadistes environ 250 kilomètres carrés de territoire en seize jours de combats,.
Le 8 avril 2017, les rebelles aidés par la coalition repoussent une attaque menée par l'EI sur al-Tanf avec au moins 30 inghimasi,,.
Après leur victoire à Bir Kassab, les rebelles tentent de poursuivre leur progression contre l'État islamique dans le nord-est, vers Boukamal, dans le gouvernorat de Deir ez-Zor,. Mais en mai, les troupes du régime et les milices chiites pro-iraniennes interviennent,,. 
L'objectif des loyalistes est de chasser les Américains d'al-Tanf, d'empêcher les rebelles d'atteindre la région de Deir ez-Zor et de reprendre le contrôle de l'autoroute afin de pouvoir ouvrir un « axe chiite », reliant l'Iran au Liban en passant par l'Irak et la Syrie, permettant de déployer plus facilement des milices chiites et des convois d'armes sur les différents théâtres d'opérations,,,,,. Selon l'universitaire Fabrice Balanche, l'offensive a clairement été décidée par l'Iran.

## Forces en présence
L'offensive est lancée par l'armée arabe syrienne et surtout par un grand nombre de milices islamistes chiites irakiennes, libanaises et afghanes : le Hezbollah, les Brigades de l'imam Ali,,, les Kataeb Hezbollah,, la Brigade Abou al-Fadl al-Abbas, la Force Abou al-Fadl al-Abbas, les Brigades Sayyid al-Shuhada (en), la Brigade des Fatimides, le Harakat Hezbollah al-Nujaba, le Harakat al-Abdal, Saraya al-Jihad et Ansar Allah al-Awfiya. Plusieurs milices du régime syrien sont également déployées, avec notamment les Forces de défense nationale, le Liwa al-Quds et le PSNS. L'agence de presse iranienne Fars News affirme alors que 12 régiments du Hezbollah avec un millier, puis 3 000 combattants ont été déployés dans le sud de la Syrie, aux abords de la zone d'al-Tanf,,. Mais ce nombre concerne plus probablement l'ensemble des milices chiites. Ces forces sont appuyées par des conseillers iraniens et par l'aviation russe.
Du côté de l'Armée syrienne libre, les groupes présents dans la zone sont Jaych Ossoud al-Charkiya,,, la Force du Martyr Ahmed al-Abdo, l'Armée des tribus libres, Maghaweir Al-Thawrah et la brigade des martyrs d'al-Qaryatayn. Ces groupes sont approvisionnés par les États-Unis, la Jordanie et l'Arabie saoudite et sont notamment équipés de lance-missiles BGM-71 TOW. Environ 4 000 rebelles sont présents à al-Tanf et 2 000 autres sont actifs près de la frontière avec la Jordanie. Des troupes de la Coalition sont également déployées en permanence à al-Tanf avec 150 à 250 hommes des forces spéciales américaines, ainsi que des unités britanniques et norvégiennes,. De son côté, la Jordanie déploie des chars à sa frontière.

## Déroulement

Avancées des armées syrienne et irakienne à leur frontière en mai et juin 2017
Territoire contrôlé par le régime syrien et ses alliés
Territoire contrôlé par l'État islamique
Territoire contrôlé par le régime irakien et ses alliés
Territoire contrôlé par les rebelles
Territoire contrôlé par la Jordanie

Dans la nuit du 9 mai, l'aviation syrienne bombarde les positions rebelles, mais sans faire de victimes. Le 9 mai, le régime annonce le début de son offensive. Une course s'engage entre les loyalistes et l'Armée syrienne libre pour le contrôle de la frontière syro-irakienne,,. Plusieurs centaines de soldats de l'armée syrienne et des miliciens chiites passent à l'offensive contre les rebelles avec des chars et des blindés sur l'autoroute reliant Damas à Bagdad,,. Le 10 mai, ils s'emparent de la localité de Sabaa Biyar,. 
En mai, un nouveau camp est établi par les rebelles et les Américains à Zaza, à environ 70 kilomètres au nord-est d'al-Tanf, vers Boukamal. La zone devient alors le théâtre de combats avec les milices chiites. Le poste est pris par les loyalistes, repris par les rebelles, puis à nouveau reconquis par les loyalistes,,. Le 31 mai, les rebelles sont visés par une frappe russe à Zaza,. 
Le 18 mai, les forces loyalistes s'élancent sur le poste d'al-Tanf, tenu par l'Armée syrienne libre à la frontière avec l'Irak et non loin de la frontière avec la Jordanie. Cependant al-Tanf est aussi la base des forces spéciales américaines, britanniques et norvégiennes de la coalition et selon les États-Unis la localité est située dans une « zone de désescalade » prévue par l'accord d'Astana conclu le 4 mai,,,,. Les avions américains effectuent des tirs de sommation, mais les loyalistes continuent leur progression et des combats ont lieu à 27 kilomètres de la base. Les États-Unis décident alors de frapper la colonne,,. Plusieurs blindés et véhicules sont détruits par l'aviation américaine —  un char, un bulldozer, un tracteur et un excavateur selon le CENTCOM — et au moins huit hommes sont tués selon l'Observatoire syrien des droits de l'homme (OSDH),,. La plupart des morts sont des miliciens chiites irakiens des Brigades de l'imam Ali,. C'est alors la première fois depuis le début du conflit que les États-Unis effectuent des frappes aériennes en soutien à des rebelles contre des troupes pro-régime. Ces bombardements sont aussitôt condamnés par le régime syrien et la Russie.
Le 1er juin, la coalition affirme avoir renforcé sa présence à al-Tanf et menace de nouvelles ripostes en cas de nouvelles pénétrations dans la « zone de désescalade » instituée par la coalition, large de 55 kilomètres autour d'al-Tanf.
Le 5 juin, un avion du régime syrien est abattu par les rebelles de Jaych Ossoud al-Charkiya et s'écrase dans le secteur de Tel Dakoua, à une quinzaine de kilomètres à l'est de Bir Kassab.
Le 6 juin, la coalition mène une nouvelle frappe contre un groupe de 60 soldats loyalistes avec un char et de l'artillerie qui se trouvaient « bien avancées » dans la « zone de déconfliction ». Selon l'OSDH, 32 soldats sont tués entre al-Sabea Biyar et le poste de contrôle de Zaza,. Le 8 juin, les Américains ouvrent le feu sur deux pick-up armés, puis un drone iranien Shahed 129 est abattu après avoir tiré sans faire de dégât sur des forces de la coalition,.

## Suites
Le 9 juin, l'armée syrienne et les milices chiites atteignent la frontière irakienne, à 70 kilomètres au nord-est d'al-Tanf. Elles remontent par la suite la frontière vers le nord et pénètrent dans le gouvernorat de Deir ez-Zor le 23 juin,,.
Le 15 juin, la Russie accuse les États-Unis d'avoir déployé des lance-roquettes multiples M142 HIMARS à al-Tanf.
Le 17 juin, l'armée irakienne et ses alliés atteignent la frontière irako-syrienne. 
Dans la nuit du 19 au 20 juin, un deuxième drone est abattu par un F-15E Strike Eagle américain.
Le 7 juillet, la Russie annonce avoir conclu un accord avec les États-Unis et la Jordanie pour instaurer un cessez-le-feu dans l'ensemble du sud-ouest syrien à dater du 9 juillet,. Le cessez-le-feu est respecté dans les gouvernorats de Deraa et Kuneitra, mais violé dès le 10 juillet dans le gouvernorat de Soueïda,. Le régime syrien s'empare de huit villages et affirme avoir affronté l'État islamique, mais ces localités avaient en réalité été prises aux djihadistes fin mars par les groupes de l'Armée syrienne libre,. Le 11 juillet, la Force du Martyr Ahmed al-Abdo et Jaych Ossoud al-Charkiya affirment dans un communiqué conjoint avoir abattu un avion du régime syrien dans un village situé près des limites des gouvernorats de Rif Dimachq et Soueïda,.
Le 27 juillet, les États-Unis annoncent qu'ils cessent de soutenir le groupe rebelle Liwa Shuhada al-Qaryatayn, qu'ils avaient entraîné et armé, pour avoir mené des patrouilles en dehors de la « zone de déconfliction » et pour avoir mené « de manière unilatérale, sans autorisation ou coordination de l'armée américaine ou de la coalition [...] des activités qui n'étaient pas dirigées contre l'EI », mais contre le régime.
Au début d'août, les combats se poursuivent ponctuellement : dans le gouvernorat de Soueïda, au sud-ouest d'al-Tanf, l'armée syrienne et le Hezbollah avancent d'une trentaine de kilomètres le long de la frontière jordanienne.
Le 15 août, un avion MiG-21 du régime syrien s'écrase à Wadi Mahmoud, dans l'est du gouvernorat de Soueïda et son pilote est capturé par les rebelles de Jaych Ossoud al-Charkiya et de la Force du Martyr Ahmed al-Abdo, qui affirment avoir abattu l'appareil,,. Le pilote et trente autres prisonniers loyalistes sont relâchés deux semaines plus tard par les deux groupes rebelles en échange de la libération de plusieurs dizaines de personnes détenues par le régime.
Constatant que la situation est bloquée, la coalition commence à abandonner la région d'al-Tanf. Les Américains proposent alors aux rebelles d'intégrer les Forces démocratiques syriennes et d'être redéployés au nord de la Syrie, ce qu'ils refusent. Fin août, les États-Unis et Jordanie engagent les rebelles de la Nouvelle Armée syrienne à abandonner la région et à se retirer en territoire jordanien, ce qu'ils refusent encore,. De son côté, le Royaume-Uni retire d'al-Tanf sa vingtaine de soldats au cours de l'été .
Le 11 octobre 2017, les troupes du régime s'emparent sans combattre de plusieurs positions près d'al-Tanf,.